# Polyrhachis zimmerae
Polyrhachis zimmerae é uma espécie de formiga do gênero Polyrhachis, pertencente à subfamília Formicinae.